# Fliegerstaffel 17
Die Fliegerstaffel 17 «Falcons» ist eine mit F/A-18 Kampfflugzeugen ausgerüstete Fliegerstaffel der Schweizer Luftwaffe. Sie gehört zum Berufsfliegerkorps und untersteht zusammen mit der  Fliegerstaffel 6 dem Fliegergeschwader 11. Ihre Heimatbasis ist der Militärflugplatz Payerne. Die Fliegerstaffel 17 trägt als Wappen einen roten Falken auf weissem Grund, mit der schwarzen Ziffer 17 rechts unten im Abzeichen.

## Geschichte

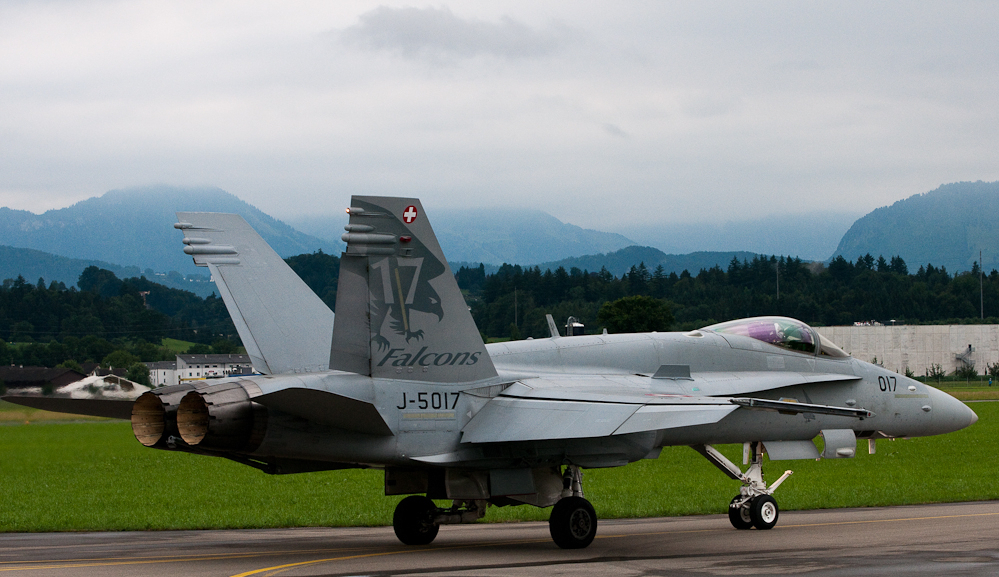
Das Flugzeug J-5017 vom Typ F/A-18C trägt eine Spezialbemalung der Fliegerstaffel 17

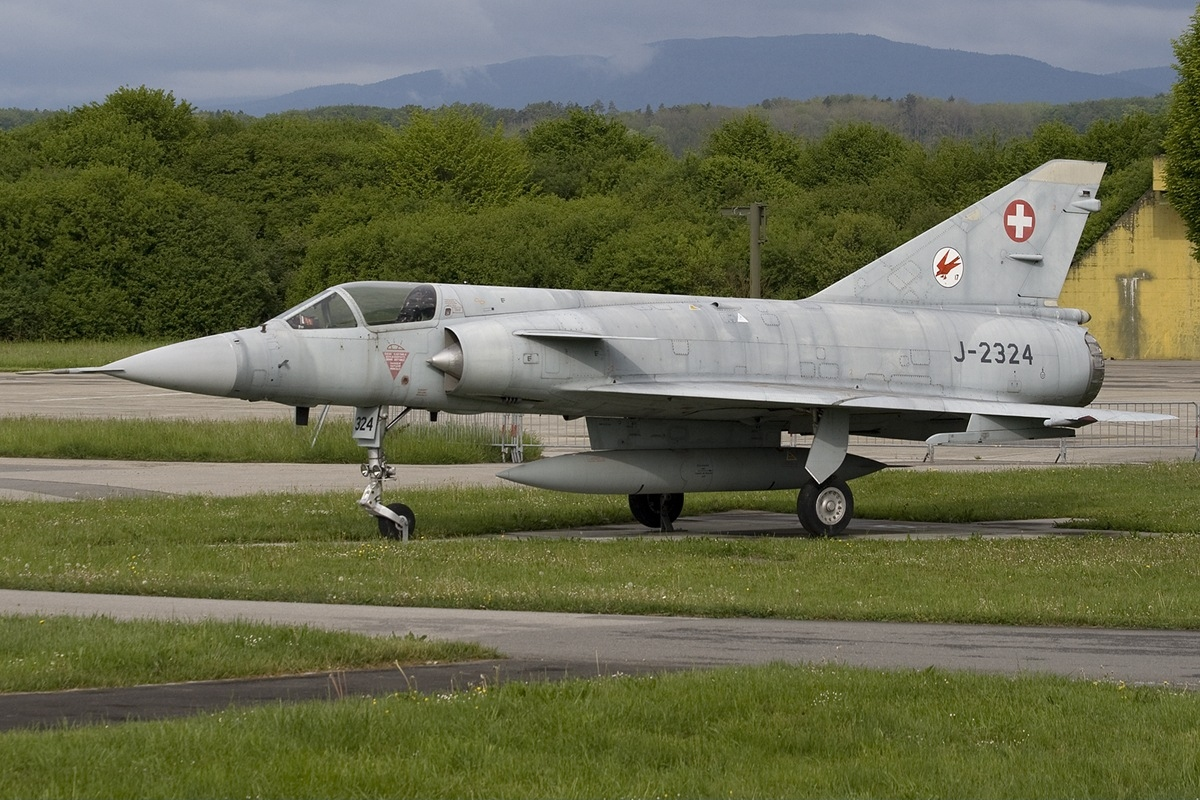
Mirage IIIS mit Staffelabzeichen der Fliegerstaffel 17 auf dem Seitenleitwerk

Von 1925 bis 1939 war die als Jagd Fliegerkompanie 17 gegründete Einheit mit acht Häfeli DH-5 und einer Dewoitine D-27 ausgerüstet. Von 1939 bis 1942 führte man den Flugbetrieb mit C-35 und Fokker C.V durch. Einsatzflugplätze waren Bellinzona, Littau, Hilfikon, Spreitenbach, Breitfeld bei St. Gallen, Kloten-Rümlang oder Weinfelden; alles Flugplätze die längst verschwunden sind.
Im Jahr 1942 schulte man in Stans auf die C-3603 um. Anschliessend wurde von 1945 bis 1947 Flugbetrieb mit C-3603 auf dem Flugplatz Raron durchgeführt.
In der Nachkriegszeit wurde die Jagd Flieger Kp 17 in die UeG (Überwachungsgeschwader) Staffel 3 überführt und setzte dort diverse Flugzeugtypen ein, so von 1947 bis 1955 die Morane D-3803 und von 1947 bis 1956 die C-3604.
Im Jahr 1952 wurde schliesslich die heutige Fliegerstaffel 17 gegründet. Der erste Düsenflugzeugbetrieb der Staffel fand von 1955 bis 1967 mit der De Havilland DH.112 Venom vom Flugplatz Buochs und Militärflugplatz Emmen statt. Im Jahr 1963 wurde der «Falke» als neues Staffelemblem eingeführt. Von 1969 bis 1975 führte man den Flugbetrieb mit der Mach 2 schnellen Mirage III S ab dem Militärflugplatz Turtmann durch, anschliessend von 1976 bis 1997 mit der Mirage III S vom Militärflugplatz Payerne aus. Als erste Staffel der Schweizer Luftwaffe erhielt die Fliegerstaffel 17 1997 die F/A-18 Hornet. Per Ende 2005 wurde das Überwachungsgeschwader aufgelöst und das Personal der Fliegerstaffel 17 in das Berufsfliegerkorps überführt. Im Jahr 2010 erhielt die Fliegerstaffel 17 mit der J-5017 ihre Staffelmaschine mit Staffelbemalung an den Seitenleitwerken. Im ordentlichen Flugbetrieb wird die J-5017 mit Vorrang dem Staffelkommandanten zugeteilt, aber auch von anderen Piloten geflogen. Falls der aktuelle F/A-18 Hornet Solo Display Pilot aus der Staffel 17 stammt, fliegt er nach Möglichkeit die Vorführung mit der Maschine J-5017. Der Mitbegründer des F/A-18 Hornet Solo Display und Chef für Flugsicherheit Stéphane Rapaz ist Pilot bei der Fliegerstaffel 17. Von 2000 bis 2002 war der heutige Divisionär Claude Meier Kommandant der Fliegerstaffel 17.

### Unfälle
- Am 24. März 1977 kollidierten bei einem Verbandsflug über dem Flugplatz Payerne zwei Mirage III (J-2003 und J-2310). Alle Beteiligten überlebten die Kollision, darunter der damalige Kommandant-Stellvertreter der Fliegerstaffel 17 und spätere Chef der Armee, Christophe Keckeis.[1] Die Kollision ist filmisch festgehalten und wurde 2004 erstmals öffentlich gezeigt in einem Beitrag des Schweizer Radio und Fernsehen (SRF).[2]

- Am 29. August 2016 prallte die F/A-18C J-5022 kurz nach dem Start in Meiringen in der Sustenregion in einen Felsgrat. Der Pilot David Goldiger[3] aus der Fliegerstaffel 17 wurde dabei getötet. Die Untersuchung ist noch nicht abgeschlossen. Als hauptsächliche Unfallursache wird eine zu tiefe Höhenzuweisung der Flugsicherung in Meiringen angenommen.[4][5]

## Flugzeuge
- Häfeli DH-5
- Dewoitine D-27
- Fokker C.V
- C-35
- C3603
- C3604
- Morane D-3803
- de Havilland DH.112 Venom
- Mirage IIIS
- F/A-18